# 보용나
보용나(寶用那, ?~?)는 신라의 관리이다.

## 생애
655년, 신라의 보기당주(步騎幢主)로서 백제에 침입해 양산(陽山) 아래에 진을 치고 조천성(助川城)을 공격을 준비했지만 백제군의 기습으로 인해 낭당대감(郎幢大監) 김흠운(金歆運)이 죽게되자 분개하며 적진에 달려가 백제군 목 여럿을 벤 뒤 전사했다. 태종무열왕은 이 소식을 듣고 슬퍼하며 그에게 대나마(大奈麻)의 관등을 추증했다.